# Borassus
Genre
Classification phylogénétique
Le rônier ou borasse, Borassus, est un genre de palmiers qui comprend neuf espèces natives des régions tropicales d'Afrique sahélienne. Il est répandu en Éthiopie, au Niger, au Nigeria, au Togo, au Burkina Faso, au Mali, au Sénégal et en Guinée notamment, et jusqu'à la savane guinéenne de Côte d'Ivoire (réserve naturelle de Lamto, au contact de la savane à rôniers du « V » baoulé). On le trouve également en Asie et jusqu'en Nouvelle-Guinée.

## Description
Ce sont des palmiers de grande taille, qui développent un stipe lisse et gris pouvant atteindre 30 mètres de hauteur. Ils peuvent posséder plusieurs troncs. Les feuilles sont longues, en éventail, flabelliformes et peuvent mesurer jusqu'à deux ou trois mètres de longueur. Le pétiole est épineux. Les inflorescences mâles mesurent près de deux mètres, et comprennent des fleurs composées de 3 sépales, 3 pétales et 6 étamines et des pistils courts. Les fruits sont regroupés en grappes serrées. Ils sont ovoïdes ou globuleux, lisses de couleur jaune marron, orange ou même vert à maturité.

### Classification
- Sous-famille des Coryphoideae
  - Tribu des Borasseae
    - Sous-tribu des Lataniinae

Sa sous-tribu comprend trois autres genres : Latania, Borassodendron, Lodoicea.

### Espèces
- Borassus aethiopum - Afrique tropicale
- Borassus akeassii Bayton, Ouedraogo & Guinko - Afrique de l'Ouest
- Borassus deleb, Becc. Soudan.
- Borassus dichotomus, White Indes orientales, Asie du Sud-est.
- Borassus heineana, Becc. Nouvelle-Guinée.
- Borassus flabellifer, Cambodge, L. Sri Lanka, Inde, Asie du Sud-est, Malaisie, Nouvelle-Guinée.
- Borassus madagascariensis, Bojer & Becc. Madagascar,
- Borassus sambiranensis, Jumelle & Perrier, nord de Madagascar, Mayotte
- Borassus sundaica, Becc. Soudan.
- Borassus tunicata, Lour. Vietnam.

## Culture et usage
Les palmiers Borassus sont économiquement très utiles et très cultivés dans les régions tropicales.
Ils sont très répandus en Inde, où ils sont, comme en Afrique, utilisés de plus de 800 manières différentes. Les feuilles servent à faire des paniers, des chapeaux, des parapluies et du papier. Les racines, les feuilles et les pétioles, fournissent des fibres végétales solides, utilisées pour faire des barrières, des nasses, des nattes, des cordages, des brosses, des balais et des meubles. Le bois est noir, dur, solide et durable, ce qui lui donne une grande valeur dans la construction.

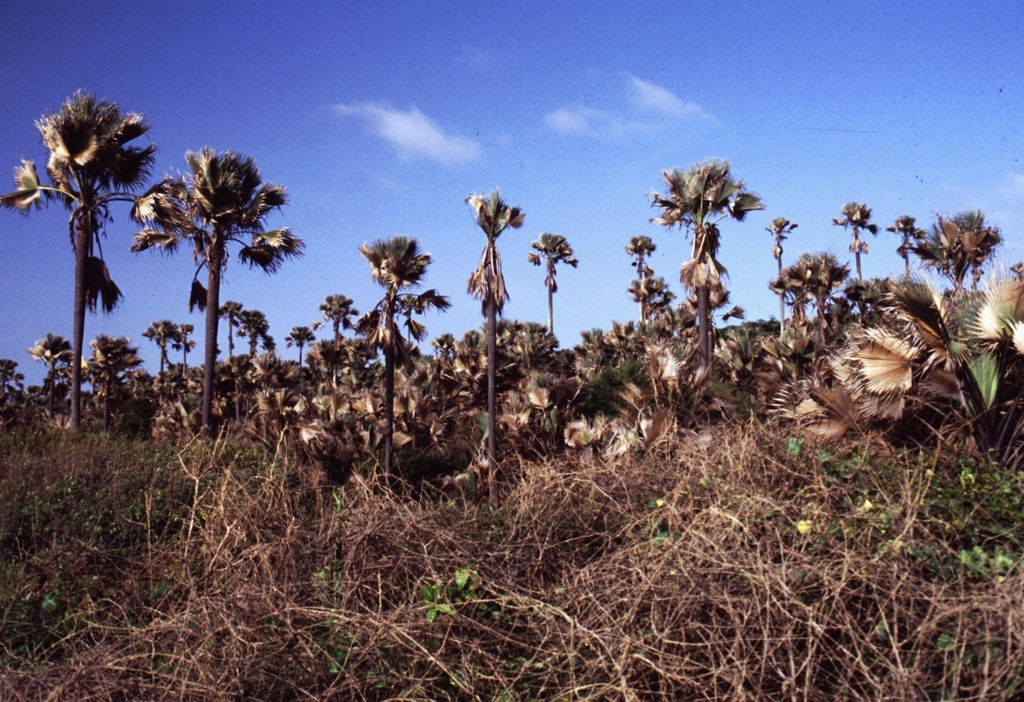
Borassus Aethiopum dans le parc de Bijilo

L'arbre est aussi utilisé pour ses qualités nutritives. Les jeunes plants sont cuisinés comme légumes, grillés ou pilés. Les fruits sont consommés crus ou cuits, verts ou mûrs. On prépare également une gelée avec les graines. On peut obtenir une sève sucrée, appelée en Inde toddy, à partir des jeunes inflorescences, que celles-ci soient mâles ou femelles. La sève est alors fermentée pour produire un breuvage, ou concentrée dans un sirop brut appelé en anglais jaggery. On l'appelle également Gula Jawa (Sucre javanais) en Indonésie, où il est très utilisé dans la cuisine javanaise. La sève de l'espèce Borassus flabellifer, ainsi que d'autres parties de la plante sont également connues pour posséder des vertus médicinales.

## Espèces menacées
Deux espèces de Borassus sont menacées. Selon la Liste rouge de l'UICN, le Borassus madagascariensis est classé comme Vulnérable (A1c) et le Borassus sambiranensis est classé comme en Danger (A1c).